# Silicon Graphics
A Silicon Graphics Inc. (SGI) amerikai informatikai vállalat. A céget Jim Clark amerikai vállalkozó és informatikus alapította, 1982 novemberében Kaliforniában jegyezték be, majd 1990 januárjában újra bejegyezték, ezúttal Delaware állambeli részvénytársaságként. 2009 áprilisában csődbe ment és felvásárolta a Rackable Systems cég, a felvásárlás 2009. május 11-én zárult le. A Rackable bejelentette, hogy a cég a továbbiakban a „Silicon Graphics International” néven fog működni.

## Története
Az 1982-es indulásakor először grafikus terminálkijelzőket (angolul display) készített. Az SGI hardverekre és szoftverekre specializálta magát, hogy felgyorsítsa a három dimenziós képek kijelzőit. MIPS processzoros munkaállomásairól is ismert, a cég termékei az Iris és Crimson gépsorozatok is.

## Az SGI termékvonala
- IRIX operációs rendszer

## Külső hivatkozások
- "Heti retro: Silicon Graphics", 2010.12.09.
- A Silicon Graphics történetének vége, 2009.04.02.